# Člunek
Člunek är en ort i Tjeckien.   Den ligger i regionen Södra Böhmen, i den centrala delen av landet, 120 km söder om huvudstaden Prag. Člunek ligger 550 meter över havet och antalet invånare är 476. Den ligger vid sjön Krvavý Rybník.
Terrängen runt Člunek är lite kuperad. Runt Člunek är det ganska glesbefolkat, med 38 invånare per kvadratkilometer. Närmaste större samhälle är Jindřichův Hradec, 9,7 km väster om Člunek. I omgivningarna runt Člunek växer i huvudsak blandskog.